# Кубок Південної Кореї з футболу 2024
Кубок Південної Кореї з футболу 2024 — 29-й розіграш головного кубкового футбольного турніру у Південній Кореї.

## Календар
| Раунд        | Дата               | Матчі | Клуби   |
| ------------ | ------------------ | ----- | ------- |
| Перший раунд | 9–10 березня 2024  | 15    | 59 → 44 |
| Другий раунд | 23–24 березня 2024 | 16    | 44 → 28 |
| Третій раунд | 17 квітня 2024     | 12    | 28 → 16 |
| 1/8 фіналу   | 19 червня 2024     | 8     | 16 → 8  |
| 1/4 фіналу   | 17 липня 2024      | 4     | 8 → 4   |
| 1/2 фіналу   | 21–28 серпня 2024  | 4     | 4 → 2   |
| Фінал        | 30 листопада 2024  | 1     | 2 → 1   |

## 1/8 фіналу
| Команда 1          | Рахунок      | Команда 2                  |
| ------------------ | ------------ | -------------------------- |
| Пхохан Стілерс (1) | 1–1 пен. 5–4 | Сувон Самсунг Блювінгз (2) |
| Сеул (1)           | 0–0 пен. 5–4 | Канвон (1)                 |
| Кімпхо (2)         | 1–0          | Чонбук Хьонде Моторс (1)   |
| Теджон Сітізен (1) | 0–0 пен. 7–8 | Чеджу Юнайтед (1)          |
| Пучхон 1995 (2)    | 2–3          | Кванджу (1)                |
| Соннам (2)         | 1–1 пен. 5–4 | Чхонджу (2)                |
| Ульсан Хьонде (1)  | 4–4 пен. 3–0 | Кьоннам (2)                |
| Інчхон Юнайтед (1) | 0–0 пен. 4–3 | Кімчхон Санму (1)          |

## 1/4 фіналу
| Команда 1          | Рахунок | Команда 2          |
| ------------------ | ------- | ------------------ |
| Ульсан Хьонде (1)  | 1–0     | Інчхон Юнайтед (1) |
| Кімпхо (2)         | 0–1     | Чеджу Юнайтед (1)  |
| Пхохан Стілерс (1) | 5–1     | Сеул (1)           |
| Кванджу (1)        | 3–2 дч  | Соннам (2)         |

## 1/2 фіналу
| Команда 1           | Заг. | Команда 2          | 1-й матч | 2-й матч |
| ------------------- | ---- | ------------------ | -------- | -------- |
| 21 – 28 серпня 2024 |      |                    |          |          |
| Інчхон Юнайтед (1)  | 3–4  | Пхохан Стілерс (1) | 2–2      | 1–2      |
| Кванджу (1)         | 2–3  | Ульсан Хьонде (1)  | 0–1      | 2–2      |

## Фінал
| Команда 1          | Рахунок | Команда 2         |
| ------------------ | ------- | ----------------- |
| 30 листопада 2024  |         |                   |
| Пхохан Стілерс (1) | 3–1 дч  | Ульсан Хьонде (1) |